# Sphingonotus pamiricus
Espèce
Sphingonotus pamiricus est une espèce d'insectes orthoptères de la famille des Acrididae.

## Distribution
Cette espèce est endémique du Tadjikistan.

## Liste des sous-espèces
Selon Orthoptera Species File (23 octobre 2018) :
- Sphingonotus pamiricus coeruleus Bey-Bienko, 1951
- Sphingonotus pamiricus occidentalis Mishchenko, 1937
- Sphingonotus pamiricus pamiricus Ramme, 1930

## Étymologie
Son nom d'espèce lui a été donné en référence au lieu de sa découverte, le Pamir.

## Publications originales
- Ramme, 1930 : Entomologische Ergebnisse der Deutsch Russischen Alai-Pamir-Expedition 1928 (I.) 2. Dermaptera and Orthoptera. Mitteilungen aus dem Zoologischen Museum in Berlin, vol. 16, p. 209-214.
- Mistshenko. 1937 : Revision of palaearctic species of the genus Sphingonotus Fieber (Orth. Acrid.). Eos, Revista española de Entomología,. vol. 12, no 3/4, p. 65–282.
- Bey-Bienko & Mistshenko, 1951 : Keys to the Fauna of the U.S.S.R.. Locusts and Grasshoppers of the U.S.S.R. and Adjacent Countries, vol. 2, p. 385-667.